# Astragalus ravenii
Astragalus ravenii är en ärtväxtart som beskrevs av Rupert Charles Barneby. Astragalus ravenii ingår i släktet vedlar, och familjen ärtväxter. Inga underarter finns listade i Catalogue of Life.